# Els cigars del faraó
Els cigars del faraó (en francès: Les Cigares du pharaon) és el quart volum de Les aventures de Tintín, creat pel dibuixant belga Hergé el 1934. Publicat primer a Le Petit Vingtième, un suplement infantil del diari conservador belga Le Vingtième Siècle, fou publicat setmanalment entre el desembre de 1932 i el febrer de 1934. El còmic narra el viatge que el periodista belga Tintín i el seu ca Milú fan a Egipte, allà on hi troben la tomba d'un faraó plena d'egiptòlegs morts i capses de cigars. Intentant desxifrar el misteri d'aquests cigars, viatgen per Aràbia i l'Índia, on descobreixen els secrets d'una empresa de contraban d'opi. Els cigars del faraó va ser un èxit comercial i va ser compilat en un sol volum poc després del seu acabament.
Hergé mostrà interès per produir una història d'intriga i misteri tan bon punt hagué enllestit Tintín a Amèrica; s'inspirà en els rumors d'una suposada «maledicció faraònica» que envoltaren el descobriment de la tomba de Tutankhamon el 1922. La història que va succeir Els cigars del faraó, El lotus blau, en prosseguí gran part de l'argument. El 1955, es va redibuixar i acolorir el còmic fent ús de la distintiva línia clara d'Hergé, que fou publicat de nou a càrrec de Casterman; en el procés es realitzaren un seguit de modificacions menors a l'argument. El còmic es dugué a la televisió el 1991 com a episodi de la sèrie animada Les aventures de Tintín d'Ellipse/Nelvana. Per primer cop a la sèrie hi trobem elements d'intriga i investigació així com els personatges Dupond i Dupont i l'antagonista Rastapopoulos, constants que es mantindran en moltes de les posteriors aventures.

## Argument
En un creuer per la Mediterrània, en Tintín i en Milú coneixen el cineasta Rastapopoulos i l'egiptòleg Filemó Sicló. Quan dos policies, Dupond i Dupont, acusen Tintín de tràfic de droga, el jove reporter s'escapa del vaixell i s'afegeix a Sicló en la cerca de la tomba del faraó Kih-Oskh. Tintín descobreix que la tomba és plena de capses de cigars etiquetades amb un símbol misteriós, però Sicló i ell cauen inconscients després de respirar un gas tòxic. Se'ls emporten dins de sarcòfags a bord d'un vaixell dirigit pel contrabandista Allan, però per evitar els guardacostes els llancen per la borda. Els rescata un navegant que els duu fins a Aràbia. Viatjant per terra, Tintín coneix el xeic Patràs-Patxà, un fan seu, i es troba amb Rastapopoulos, que enregistra un film. L'exèrcit local arresta Tintín acusant-lo d'espionatge, però Dupond i Dupont el rescaten per a arrestar-lo ells mateixos.
Tanmateix, quan l'exèrcit els descobreix, Tintín aconsegueix desfer-se'n i fuig del país a bord d'una avioneta. L'aparell s'estavella al bell mig de la jungla de l'Índia quan se li acaba el combustible. Entre els arbres hi descobreix Filemó Sicló, que s'ha tornat boig després que li hagin injectat el verí de raidjaidjà. Tintín coneix el maharajà de Ravapurtalà, qui li explica que la seva família fa temps que lluita contra un grup traficant d'opi. El reporter descobreix l'amagatall del càrtel seguint el faquir i pot desarticular-lo. En la vestimenta dels delinqüents hi reconeix el símbol del faraó Kih-Oskh i s'adona que és la mateixa organització que opera a Egipte i a Aràbia. Mentrestant, el faquir s'escapa amb el líder emmascarat del càrtel i el fill del maharajà segrestat. Tintín els persegueix en cotxe, rescata el noi i captura el faquir, però el líder cau per un penya-segat. El jove reporter torna a Ravapurtalà, on és rebut amb una celebració. El càrtel feia servir els cigars per ocultar-hi l'opi a l'interior i distribuir-lo arreu del món.

## Història

### Antecedents

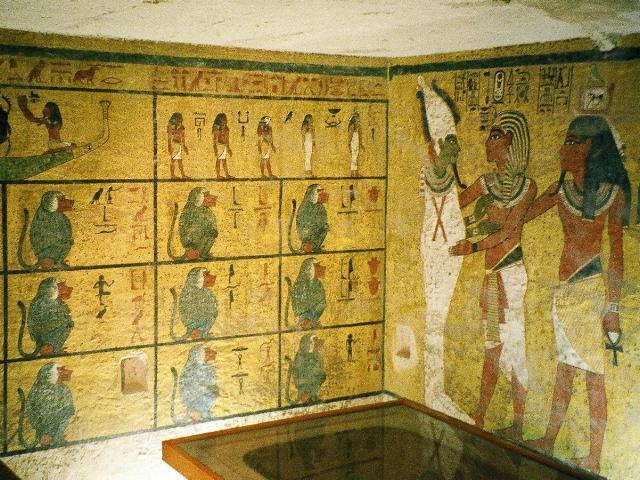
El descobriment de la tomba de Tutankamon (a la foto) influencià l'obra.

Georges Remi, més conegut pel seu pseudònim d'Hergé, va ser contractat com a editor i il·lustrador de Le Petit Vingtième, el suplement infantil del diari catòlic i conservador Le Vingtième Siècle (El Segle XX), a Brussel·les. Dirigit per l'abat Norbert Wallez, la publicació es descrivia a si mateixa com un "Diari de Doctrina Catòlica i de la Informació" i difonia una visió que avui es qualificaria d'extrema dreta. El 1929, Hergé va començar a dibuixar les aventures de Tintín per a Le Petit Vingtième, sobre les gestes d'un periodista belga de ficció anomenat Tintín. Wallez encarregà a Hergé la primera aventura a la Unió Soviètica perquè servís de propaganda anticomunista (Tintín al país dels soviets), la segona aventura al Congo belga per a fomentar l'afany colonial (Tintín al Congo) i la tercera als Estats Units per a denunciar el capitalisme nord-americà (Tintín a Amèrica).
Per a la quarta aventura, Hergé volia una història de misteri. En la dècada del 1930 es van publicar diverses novel·les de misteri d'èxit, d'autors com Agatha Christie i Ellery Queen. El descobriment de la tomba de Tutankamon el 1921 i les especulacions posteriors sobre una "maledicció del faraó" van influir en la decisió de crear un argument al voltant de la tomba de Kih-Oskh. Hergé recuperà aquest tema per a Les 7 boles de cristall (1948). El nom de Kih-Oskh és una al·lusió als quioscos on es venia Le Petit Vingtième. Hergé va descriure el símbol de Kih-Oskh com una distorsió del símbol taoista del taijitu. El dibuixant va rebre l'ajudia de Paul "Jam" Jamin, molt influït per les revistes britàniques The Humorist i Punch, en la producció de l'àlbum.
Hergé rebé influències de les obres de l'aventurer francès Henry de Monfreid, especialment dels llibres Les secrets de la mer Rouge i La croisière du hachich. Com que havia viscut la Primera Guerra Mundial, Hergé odiava els traficants d'armes, i va fer servir Monfreid de base per al traficant que apareix a Els cigars del faraó. La idea dels cossos momificats alineats a la paret l'adoptà del llibre L'Atlantide de Pierre Benoit, del qual se n'havia fet una versió al cinema el 1932. La societat secreta que apareix a la història té a veure amb teories de la conspiració sobre la Francmaçoneria.

### Publicació original (1931-1932)
El 24 de novembre del 1932, Le Petit Vingtième va publicar una entrevista fictícia entre Jamin i Tintín en què el reporter anunciava que viatjaria a la Xina a través d'Egipte, l'Índia, Sri Lanka i Indoxina. El 8 de desembre, va començar a publicar-se la història al suplement amb el títol de Les aventures de Tintín, reporter, a l'Orient. Com que la història començava a Egipte en lloc de la Xina, Hergé la reanomenà L'afer del Caire. No seguia cap planificació ni cap trama escrita prèviament perquè Hergé construïa les històries setmanalment. La tardor del 1934 es va publicar l'aventura en format llibre. Els cigars del faraó fou la primera aventura de la sèrie publicada per Casterman, amb qui Hergé havia signat un contracte a finals del 1933, i se'n va retardar la publicació fins a la tardor del 1934 a disgust del dibuixant. El 1936, l'editorial li encarregà diverses làmines a color per a incorporar-les a la reimpressió de l'àlbum.
A Els cigars del faraó van aparèixer per primera vegada diversos personatges que esdevindrien recurrents a Les aventures de Tintín. Els més destacats són els detectius Dupond i Dupont, que inicialment s'anomenaven Agent X33 i Agent X33 bis. En l'obra de teatre que escrigué amb Jacques Van Melkebeke, Tintín a l'Índia: El misteri del diamant blau (1941), Hergé els anomenà Durant i Durand, i posteriorment els canvià el nom pel que coneixem actualment. La traducció al català de Joaquim Ventalló mantingué els noms de l'original francès, Dupond i Dupont.
L'adversari de Tintín Roberto Rastapopoulos també aparegué per primera vegada a Els cigars del faraó, en aquest cas en el paper d'un famós director de Hollywood. No és fins al volum següent, El lotus blau, en què es revela que és el cap d'una organització criminal internacional. Hergé dissenyà Rastapopoulos com a italià amb cognom grec. Un altre personatge recurrent a la sèrie és el marxant Oliveira da Figueira, que torna a aparèixer en d'altres aventures a l'Orient Mitjà: Tintín al país de l'or negre i Stoc de coc. Un dels personatges principals d'aquesta història és Filemó Sicló, un egiptòleg que és l'estereotip de professor excèntric. En aquest sentit, és un prototip per al personatge del professor Tornassol, que Hergé presentà a El tresor de Rackham el Roig.

### Segona versió (1955)
En les dècades del 1940 i 1950, quan la popularitat d'Hergé va augmentar, ell i el seu equip dels Estudis Hergé van redibuixar moltes de les aventures de Tintín originals que eren en blanc i negre i van passar-les a color fent servir l'estil de línia clara que havia desenvolupat perquè coincidissin amb l'estil de les noves històries que es creaven llavors. El 1955 es va publicar l'edició en color d'Els cigars del faraó, l'última de les obres primerenques de passar aquest procés.
Hergé va eliminar diverses escenes aïllades que no aportaven res al desenvolupament de la trama, com ara unes en què Tintín s'enfrontava a un ratpenat, a un cocodril i a serps. La ciutat d'Aràbia que Tintín i Milú cercaven en la història ja no era la Meca, i es van eliminar els tres consellers del maharajà. També es van afegir elements nous, com ara unes piràmides egípcies en un paisatge de fons. Hergé afegí el personatge d'Allan Thompson, que havia aparegut primer en un àlbum posterior, El cranc de les pinces d'or (1941), i que apareix també en altes històries com a ajudant de Rastapopoulos. Hergé va afegir una al·lusió al seu amic i col·laborador Edgar P. Jacobs en un professor momificat a la tomba de Kih-Oskh anomenat E. P. Jacobini.
Mentre que en la versió original el xeic Patràs-Patxà mostrava a Tintín una còpia de Tintín a Amèrica, en la versió del 1955 es va canviar per Tintín al Congo, i Hergé ho tornaria a modificar en impressions posteriors per Objectiu: la Lluna, una aventura cronològicament posterior. Un altre anacronisme que hi apareix és la referència que fa Milú a Molins de Dalt, llar del capità Haddock, que apareix en volums molt posteriors. Harry Thompson opinà que els canvis més importants introduïts a l'àlbum eren artístics, perquè Hergé era en l'etapa de millor habilitat artística als anys cinquanta.

## Anàlisi crítica

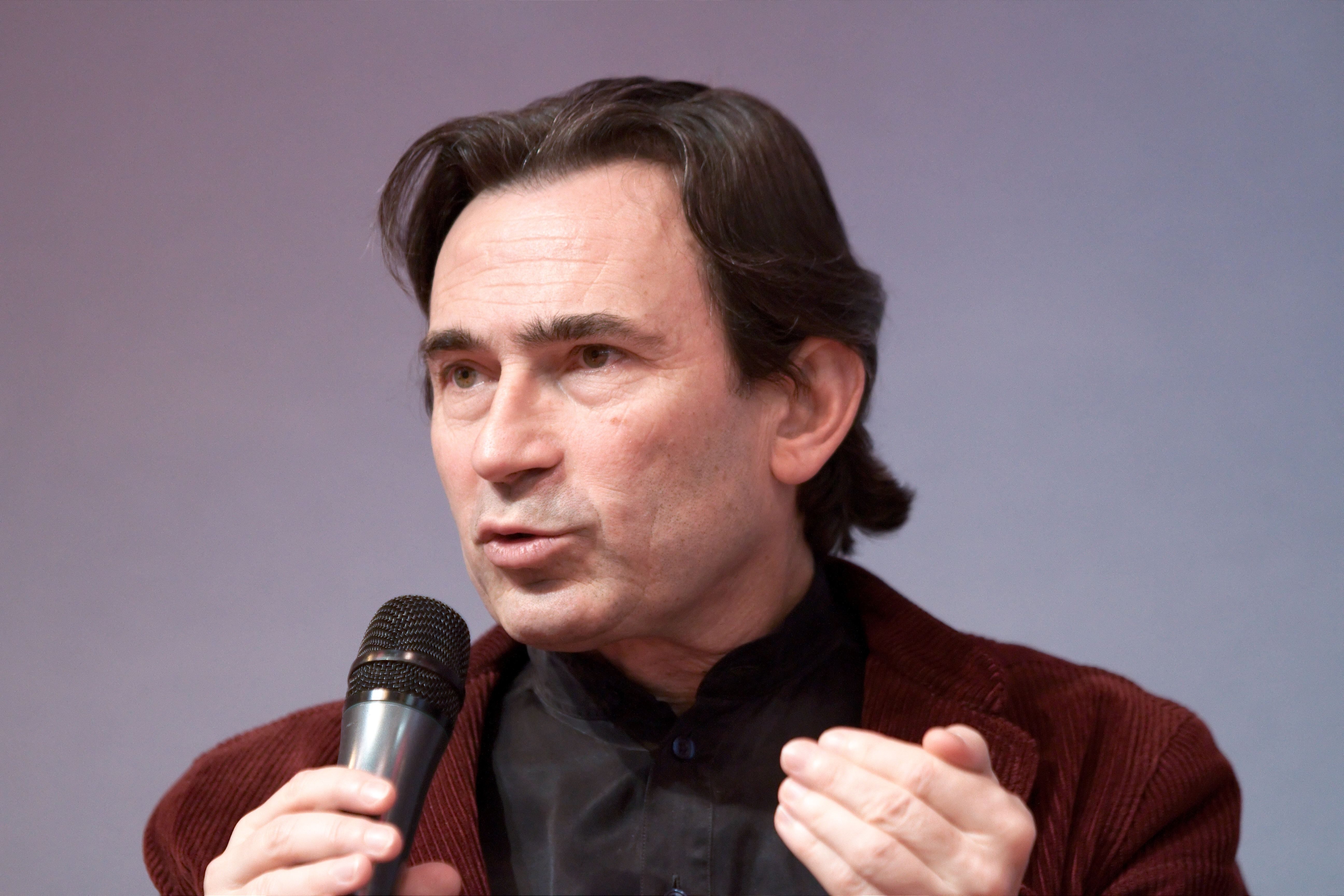
El biògraf d'Hergé Benoît Peeters considerava que Els cigars del faraó era la primera obra de la sèrie que tenia "unitat narrativa".

Jean-Marc i Randy Lofficier consideraven que Els cigars del faraó se situa gràficament entre Tintín a Amèrica i El lotus blau, tenint en compte que Hergé es trobava expandint el seu "vocabulari visual" i fent ús de "moments inoblidables" com la seqüència del somni a la tomba. Tot i que reconeixien que Hergé encara dissenyava la trama setmanalment, creien que l'obra era una millora respecte les anteriors gràcies a la incorporació de "misteri i fantasia". Amb una puntuació de tres estrelles de cinc, trobaven el llibre un "thriller surrealista" i el símbol del faraó Kih-Oskh, "una nota d'onirisme pur".
Harry Thompson considerava Els cigars del faraó "gairebé impossible de reconèixer dels seus predecessors", i en destacava els personatges i la seva "comicitat". També va trobar positius els elements de misteri i intriga que Hergé havia afegit, que creaven "una sensació genuïna de por sense haver de recórrer a un deus ex machina".